# Don Robertson (autore)
Don Robertson (21 marzo 1929 – 21 marzo 1999) è stato uno scrittore statunitense.
Ha scritto 19 romanzi, di cui uno pubblicato postumo.
Tra gli autori preferiti di Stephen King, Robertson è principalmente noto per la trilogia di romanzi con protagonista Morris Bird III, pubblicati in italia da Nutrimenti.
King ha dichiarato che il lavoro di Robertson è stato una grande fonte di ispirazione, al punto da spingerlo a pubblicare il romanzo L'uomo autentico con la sua casa editrice, Philtrum Press. King ha anche affermato, in un'intervista del 2015, che Robertson è "probabilmente" il suo romanziere preferito di tutti i tempi.

## Romanzi
- La trilogia sulla Guerra Civile americana:
  - The Three Days (1959)
  - By Antietam Creek (1960)
  - Due armate per una bandiera (The River and the Wilderness, 1962). Baldini e Castoldi 1966.
- Il più grande spettacolo del mondo (The Greatest Thing Since Sliced Bread, 1965). Nutrimenti 2020.
- La somma e il totale di questo preciso momento (The Sum and Total of Now, 1966). Nutrimenti 2021.
- Paradise Falls (1968). Pubblicato da Nutrimenti in due volumi: Paradise Falls - Il paradiso, 2018. Paradise Falls - L'inferno, 2019.
- Tutto quello che per poco non è successo (The Greatest Thing That Almost Happened, 1970). Nutrimenti 2022.
- L'ultima stagione (Praise the Human Season ,1974). Nutrimenti 2017.
- Miss Margaret Ridpath e lo smantellamento dell’universo (Miss Margaret Ridpath and the Dismantling of the Universe, 1977). Nutrimenti 2023.
- Make a Wish (1978)
- Mystical Union (1978)
- Victoria at Nine (1979)
- Harv (1985)
- The Forest of Arden (1986)
- L'uomo autentico (The Ideal, Genuine Man, 1987). Nutrimenti 2016.
- Barb (1988)
- Prisoners of Twilight (1989)
- Julie. Romanzo pubblicato in Italia per la prima volta a livello mondiale, a vent'anni di distanza dalla scomparsa di Don Robertson. Nutrimenti 2019.